# Institut Valencià d'Administració Pública
L'Institut Valencià d'Administració Pública (IVAP) és l'òrgan responsable de la política de formació del personal al servei de les diferents administracions públiques de País Valencià. Es va crear pel Decret de 28 de gener de 1980, del Consell (Butlletí Oficial del Consell del País Valencià núm. 16, de 15 de febrer de 1980) i està adscrit a la Conselleria de Justícia, Interior i Administració Pública.

## Publicacions
L'Institut ha fet diferents publicacions dins de l'àmbit de l'Administració de la Generalitat Valenciana:
- Com exercir de funcionari i no apergaminar-se en l'intent.[2]
- Llei 30/1992, de 26 de novembre, de règim jurídic de les administracions públiques i del procediment administratiu comú.[3]
- II Pla d’igualtat de dones i homes de l’Administració de la Generalitat.[4]
- Informe per a la modificació de la Llei 10/2010 de 9 de juliol, de la Generalitat, d’Ordenació i gestió de la Funció Pública Valenciana.[5]
- Llibre Violeta de la funció pública valenciana. Garantir la igualtat efectiva de dones i homes en la Llei de la funció pública valenciana.[6]